# Experimento de Georgetown
El experimento Georgetown-IBM fue una demostración realizada sobre traducción automática el 7 de enero de 1954. Desarrollado conjuntamente por la Universidad de Georgetown e IBM, el experimento consistió en la traducción de más de sesenta frases del ruso al inglés.

## Trasfondo
Aunque en un principio fue concebido y desarrollado para atraer el interés público y gubernamental mostrando las posibilidades de la traducción automática, fue, sin lugar a dudas, un sistema completo: tenía seis reglas gramaticales y doscientos cincuenta elementos en su vocabulario. Además de en temas generales, el sistema estaba especializado en el campo de la química orgánica. La traducción se realizó usando el servidor central de un ordenador IBM 701.
Un ingeniero sin ningún conocimiento del ruso introdujo alrededor de sesenta oraciones rusas romanizadas sobre un amplio abanico de materias: política, derecho, matemáticas y ciencia. El resultado, las oraciones traducidas al inglés, aparecieron en una impresión.

## Ejemplos de traducción
| Ruso (Romanizado)                                                                                     | Traducción al inglés |
| --- | --- |
| Mi pyeryedayem mislyi posryedstvom ryechyi.                                                           | Transmitimos pensamientos a través del discurso. (We transmit thoughts by means of speech.) |
| Vyelyichyina ugla opryedyelyayetsya otnoshyenyiyem dlyini dugi k radyiusu.                            | El valor de un ángulo está determinado por la relación de la longitud del arco al radio. (Magnitude of angle is determined by the relation of length of arc to radius.)                                            |
| Myezhdunarodnoye ponyimanyiye yavlyayetsya vazhnim faktorom v ryeshyenyiyi polyityichyeskix voprosov. | El entendimiento internacional constituye un factor importante en la toma de decisiones de cuestiones políticas. (International understanding constitutes an important factor in decision of political questions.) |

## Recepción
Muy publicitado por los periodistas y percibido como un éxito, el experimento animó a los gobiernos a invertir en lingüística computacional. Los autores declararon que en tres o cuatro años, la traducción automática podría ser un problema resuelto. Sin embargo, el progreso real ha sido mucho más lento y, tras el informe de ALPAC (Comité Asesor para el Procesamiento Automático del Lenguaje, por sus siglas en inglés) de 1966, en el que se señalaba que tras diez años de investigación las expectativas no habían sido cubiertas, los fondos para la investigación se redujeron drásticamente.